# Chorus Sanctæ Ceciliæ
Chorus Sanctæ Ceciliæ, Ceciliakören, är en svenskspråkig kammarkör i Helsingfors. 
Kören grundades 1953 av Harald Andersén, och gick då i spetsen för den förnyelse av körrepertoar och körklang som därpå kom att utmärka körlivet i Finland. Bland dess senare dirigenter märks Fabian Dahlström (1965–1967), Kaj-Erik Gustafsson (1967–1976), Lena von Bonsdorff (1976–1980), Åsa Westerlund (1983–1988), Sixten Enlund (1992–1996), Ulrika Bergroth (1997–2004) och Dag-Ulrik Almqvist (2004–). Kören satsar både på profan och sakral körmusik. Den har haft betydande representationsuppdrag och har konserterat aktivt inom Finland och utomlands.